# جاواسرور فیسز
جاواسرور فیسز (به انگلیسی: JavaServer Faces) یا به اختصار جی‌اس‌اف (به انگلیسی: JSF)، یک چارچوب نرم‌افزاری تحت وب بر پایهٔ جاوا که هدفش ساده‌سازی واسط کاربر یک‌پارچه در توسعهٔ وب است.